# 兵臨城下
『兵臨城下』（へいりんじょうか、英題：THE ATTACKING ARMY HAS REACHED THE CITY GATES）は、主演ドラマの主題歌などでそのセクシーな歌声を披露していた大陸の人気俳優、邵兵(SHAO BING、カタカナ表記：シャオ・ピン)が2004年11月9日、本格的に歌手デビューしたアルバム。

## 概要
アルバム名の「兵臨城下」は、中国映画に既存する題名に本人の名前の「兵」をかけ、また、自身の歌声で国内各地の都市を席巻する意気込みを彼の初のアルバムにこめたものである。
美しい旋律で綴る「譲我走」（主演映画『決戦梟雄』の主題歌としても使われている。）、ラテンナンバーの「沙漠和薔薇」、自己の内面を語るような「寂寞高手」や「享受孤独」など、多彩な内容のCDアルバムとなっている。
株式会社アルク発行の中国語ジャーナル2004年5月号34ページ「（第54回）歌詞で学ぼう中国語」のコーナーでは「寂寞高手（寂しさの達人）」が歌詞の解説と共に紹介されている。
また、「落花之夜」「風最冷的時候」の2曲のためにショートストーリーのミュージックフィルムの撮影制作にあたり、自らが脚色し、演じ、メガホンを取った事で話題になった。

## データ
- 「落花之夜」
- 「傷心地鉄」
- 「2004年」
- 「譲我走」
- 「剪愛」
- 「寂寞高手」
- 「為愛而来」
- 「沙漠和薔薇」
- 「風最冷的時候」
- 「享受孤独」

以上10曲収録 
- 発売元：京文唱片有限公司
- 発行出版：中国文采声像出版公司出版